# International Business College Hetzendorf
Das International Business College Hetzendorf, auch ibc hetzendorf, oder Bundeshandelsakademie und Bundeshandelsschule Wien 12 (BHAK/BHAS Wien 12) ist eine  Handelsakademie (HAK)/Handelsschule (HAS) und Hochschule in Hetzendorf im 12. Wiener Gemeindebezirk.

## Angebot
Es gibt verschiedene Tages- und Abendschulformen sowie Kollegs. Das IBC bietet spezielle Lehrformen im kaufmännischen Bereich an. Besonderheiten sind die zweisprachig geführten HAK-Klassen und der Schwerpunkt auf Fremdsprachen.
Seit 10 Jahren sind die Schwerpunktbereiche Umwelt (Abfall, Energie und Buffet) sowie Gesundheit (gesundheitsfördernde Schule und Mediation). Die Schule wurde 2003 mit dem Österreichischen Umweltzeichen für Schulen und Pädagogische Hochschulen (UZ 301) zertifiziert.
Am IBC ist es weiterführend auch möglich einen Bachelor-of-Arts-Abschluss (Betriebswirtschaft – berufsbegleitendes Studium) zu machen. Das IBC arbeitet hierzu mit der Hochschule Mittweida, der Hochschule Regensburg und Ingenium Education zusammen.
Das IBC hat eine Kooperation mit der Fachhochschule des bfi Wien.